# Soveria
Soveria (korsisch Suveria) ist eine Gemeinde auf der französischen Mittelmeerinsel Korsika. 

## Geografie
Sie gehört zum Département Haute-Corse, zum Arrondissement Corte und zum Kanton Golo-Morosaglia. Der Dorfkern liegt auf 550 m über dem Meeresspiegel im korsischen Gebirge. Die Bewohner nennen sich Sovériens oder Suveriani. 
Nachbargemeinden sind:
- Castirla im Nordwesten,
- Omessa im Nordosten,
- Tralonca im Südosten,
- Corte im Süden,
- Corscia im Westen.

## Bevölkerungsentwicklung
| Jahr      | 1962 | 1968 | 1975 | 1982 | 1990 | 1999 | 2008 | 2012 |
| --------- | ---- | ---- | ---- | ---- | ---- | ---- | ---- | ---- |
| Einwohner | 69   | 70   | 55   | 55   | 59   | 68   | 110  | 120  |

## Verkehr
Soveria wird von der Route nationale 193 passiert.
Der Gemeinde dient der gleichnamige Bahnhof an der Bahnstrecke Bastia–Ajaccio. Nach Bastia und Ajaccio bestehen durchgehende Zugverbindungen.